# Shinji Morisue
Shinji Morisue (森末慎二 (Morisue Shinji?); Okayama, 22 maggio 1957) è un ex ginnasta giapponese.

## Palmarès

### Olimpiadi
- 3 medaglie:
  - 1 oro (Los Angeles 1984 nella barra orizzontale)
  - 1 argento (Los Angeles 1984 nel volteggio)
  - 1 bronzo (Los Angeles 1984 nel concorso a squadre)

### Mondiali
- 1 medaglia:
  - 1 bronzo (Budapest 1983 nel concorso a squadre)